# Libengaia nicias
Libengaia nicias är en insektsart som beskrevs av Rauno E. Linnavuori 1969. Libengaia nicias ingår i släktet Libengaia och familjen dvärgstritar. Inga underarter finns listade i Catalogue of Life.